# ایدان
ایدان (به ایتالیایی: Aidone) یک سکونتگاه مسکونی در ایتالیا است که در استان انا واقع شده‌است.

## خصوصیات
ایدان ۲۰۹٫۵۸ کیلومترمربع مساحت و ۵٬۳۸۰ نفر جمعیت دارد و ۸۰۰ متر بالاتر از سطح دریا واقع شده‌است.